# Mel Gibson-filmográfia
Mel Gibson amerikai színész, filmrendező és filmproducer.
Színészként az 1970-es években debütált a The Sullivans (1976–1983) című ausztrál történelmi drámasorozatban. Mialatt a National Institute of Dramatic Art hallgatója volt Sydneyben, egy kisebb, stáblistán nem feltüntetett szerepet kapott a Nem ígértem neked rózsakertet (1977) című filmben, majd ugyanebben az évben már főszerepben tűnt fel A terror nyara című drámában. Az 1980-as évek elején, az ausztrál filmipar fellendülésével egyidőben vált ismert színésszé: ő formálhatta meg a címszereplőt a Mad Max (1979), a Mad Max 2. (1981) és a Mad Max 3. (1985) című disztópikus akciófilmekben. Az évtized elején játszott még a Gallipoli (1981) című háborús drámában és A veszélyes élet éve (1982) című romantikus filmben. Következő nagyobb szerepe Martin Riggs volt a Halálos fegyver (1987), a Halálos fegyver 2. (1989), a Halálos fegyver 3. (1992) és a Halálos fegyver 4. (1998) című akcióvígjátékokban, Danny Glover oldalán.
1990-ben Franco Zeffirelli Hamletjében vitte filmvászonra a híres dán királyfi alakját. Ez volt az első film, melyet Bruce Daveyvel közösen alapított, Icon Productions nevű filmgyártó cégével készített. Filmrendezőként 1993-ban mutatkozott be egy filmdrámával, Az arc nélküli emberrel. Két évvel később, 1995-ben megrendezte A rettenthetetlen című történelmi drámát, főszereplőként alakítva William Wallace 13. századi skót lovagot. Gibson rendezőként Oscar- és Golden Globe-díjakat nyert a legjobb film kategóriában is Oscar-nyertes művével. Az 1990-es évek második felében és a 2000-es évek elején – egyéb szereplések mellett – feltűnt még a Váltságdíj (1996), a Visszavágó (1999), A hazafi (2000), a Mi kell a nőnek? (2000), A millió dolláros hotel (2000) és a Katonák voltunk (2002) című filmekben is.
Forgatókönyvíróként, filmrendezőként és filmproducerként jegyzi a 2004-es, bibliai témájú A passió című történelmi drámát. Bár a film erőszakos képi világa, illetve egyes bírálói szerint antiszemita felhangjai miatt a kritikusokat megosztotta a mű, magas bevételeivel mégis Gibson legjövedelmezőbb alkotása lett. Két évvel később a maja civilizáció végnapjait elmesélő Apocalypto című történelmi filmet készítette el. A forgatókönyv megírása mellett ismét ő ült a rendezői székbe és producerként is részt vett a munkálatokban. Egy évtizednyi kihagyás után – mialatt szerepelt A sötétség határán (2010), a Machete gyilkol (2013), a The Expendables – A feláldozhatók 3. (2014) és Az utolsó emberig (2016) című akciófilmekben – a második világháború idején játszódó, életrajzi ihletésű A fegyvertelen katona (2016) című drámával tért vissza filmrendezőként. A mű pozitív kritikákat kapott, a nézőktől és a filmes szakemberektől egyaránt.
Korai filmjeiben több magyar szinkronszínész is kölcsönözte Gibson hangját, az 1990-es évek végétől a leggyakoribb magyar szinkronhangja Sörös Sándor.

## Filmográfia

### Film

#### Rendező, író és producer

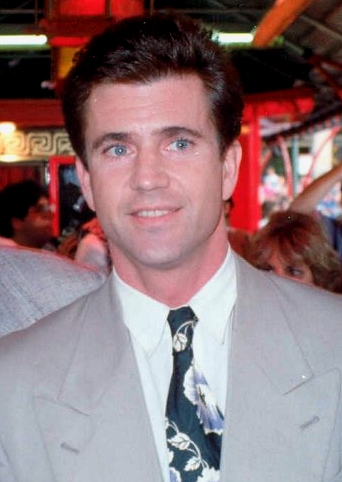
1990-ben az Air America premierjén

| Év   | Magyar cím                         | Eredeti cím                  | Feladatkör | Feladatkör | Feladatkör | Filmrendező     |
| Év   | Magyar cím                         | Eredeti cím                  | Rendező    | Producer   | Író        | Filmrendező     |
| ---- | ---------------------------------- | ---------------------------- | ---------- | ---------- | ---------- | --------------- |
| 1993 | Az arc nélküli ember               | The Man Without a Face       | Igen       | Nem        | Nem        | Mel Gibson (1.) |
| 1995 | A rettenthetetlen                  | Braveheart                   | Igen       | Igen       | Nem        | Mel Gibson (2.) |
| 2003 | Az éneklő detektív                 | The Singing Detective        | Nem        | Igen       | Nem        | Keith Gordon    |
| 2004 | A passió                           | The Passion of the Christ    | Igen       | Igen       | Igen       | Mel Gibson (3.) |
| 2004 | Paparazzi                          | Paparazzi                    | Nem        | Igen       | Nem        | Paul Abascal    |
| 2005 | Leonard Cohen: Én itt vagyok neked | Leonard Cohen: I'm Your Man  | Nem        | Igen       | Nem        | Lian Lunson     |
| 2006 | Apocalypto                         | Apocalypto                   | Igen       | Igen       | Igen       | Mel Gibson (4.) |
| 2012 | Börtönregény                       | Get the Gringo               | Nem        | Igen       | Igen       | Adrian Grünberg |
| 2014 | A Stonehearst Elmegyógyintézet     | Stonehearst Asylum           | Nem        | Igen       | Nem        | Brad Anderson   |
| 2016 | A fegyvertelen katona              | Hacksaw Ridge                | Igen       | Nem        | Nem        | Mel Gibson (5.) |
| 2019 | A professzor és az őrült           | The Professor and the Madman | Nem        | Igen       | Nem        | Farhad Safinia  |

#### Színész
| Év   | Magyar cím                           | Eredeti cím                        | Szerep                           | Magyar hang          | Rendező               |
| ---- | ------------------------------------ | ---------------------------------- | -------------------------------- | -------------------- | --------------------- |
| 1977 | Nem ígértem neked rózsakertet        | I Never Promised You a Rose Garden | baseball játékos (cameoszerep)   |                      | Anthony Page          |
| 1977 | A terror nyara                       | Summer City                        | Scallop                          | Dózsa Zoltán         | Christopher Fraser    |
| 1979 | Mad Max                              | Mad Max                            | Max Rockatansky                  | Szabó Sipos Barnabás | George Miller (1.)    |
| 1979 | Mad Max                              | Mad Max                            | Max Rockatansky                  | Stohl András         | George Miller (1.)    |
| 1979 | Tim                                  | Tim                                | Tim                              | Csankó Zoltán        | Michael Pate          |
| 1979 | Tim                                  | Tim                                | Tim                              | Varga Gábor          | Michael Pate          |
| 1980 | Láncreakció                          | The Chain Reaction                 | szerelő                          |                      | Ian Barry             |
| 1981 | A Z rohamosztag                      | Attack Force Z                     | Paul Kelly                       | Kassai Károly        | Tim Burstall          |
| 1981 | A Z rohamosztag                      | Attack Force Z                     | Paul Kelly                       | Selmeczi Roland      | Tim Burstall          |
| 1981 | Gallipoli                            | Gallipoli                          | Frank Dunne                      | Rátóti Zoltán        | Peter Weir (1.)       |
| 1981 | Mad Max 2.                           | Mad Max 2                          | Max Rockatansky                  | Szabó Sipos Barnabás | George Miller (2.)    |
| 1982 | A veszélyes élet éve                 | The Year of Living Dangerously     | Guy Hamilton                     | Sörös Sándor         | Peter Weir (2.)       |
| 1984 | A Bounty                             | The Bounty                         | Fletcher Christian               | Rátóti Zoltán        | Roger Donaldson       |
| 1984 | A folyó                              | The River                          | Tom Garvey                       | Varga Gábor          | Mark Rydell           |
| 1984 | Mrs. Soffel – Börtönszerelem         | Mrs. Soffel                        | Ed Biddle                        | Rátóti Zoltán        | Gillian Armstrong     |
| 1984 | Mrs. Soffel – Börtönszerelem         | Mrs. Soffel                        | Ed Biddle                        | Selmeczi Roland      | Gillian Armstrong     |
| 1985 | Mad Max 3.                           | Mad Max Beyond Thunderdome         | Max Rockatansky                  | Lux Ádám             | George Miller (3.)    |
| 1985 | Mad Max 3.                           | Mad Max Beyond Thunderdome         | Max Rockatansky                  | Lux Ádám             | George Ogilvie        |
| 1987 | Halálos fegyver                      | Lethal Weapon                      | Martin Riggs                     | Lux Ádám             | Richard Donner (1.)   |
| 1987 | Halálos fegyver                      | Lethal Weapon                      | Martin Riggs                     | Gáti Oszkár          | Richard Donner (1.)   |
| 1987 | Halálos fegyver                      | Lethal Weapon                      | Martin Riggs                     | Sörös Sándor         | Richard Donner (1.)   |
| 1988 | Az utolsó csepp                      | Tequila Sunrise                    | Dale McKussic                    | Lux Ádám             | Robert Towne          |
| 1988 | Az utolsó csepp                      | Tequila Sunrise                    | Dale McKussic                    | Selmeczi Roland      | Robert Towne          |
| 1989 | Halálos fegyver 2.                   | Lethal Weapon 2                    | Martin Riggs                     | Kozák András         | Richard Donner (2.)   |
| 1989 | Halálos fegyver 2.                   | Lethal Weapon 2                    | Martin Riggs                     | Sörös Sándor         | Richard Donner (2.)   |
| 1990 | Palimadár                            | Bird on a Wire                     | Rick Jarmin                      | Koroknay Géza        | John Badham           |
| 1990 | Palimadár                            | Bird on a Wire                     | Rick Jarmin                      | Stohl András         | John Badham           |
| 1990 | Air America                          | Air America                        | Gene Ryack                       | Dörner György        | Roger Spottiswoode    |
| 1990 | Hamlet                               | Hamlet                             | Hamlet                           | Szakácsi Sándor      | Franco Zeffirelli     |
| 1992 | Halhatatlan szerelem                 | Forever Young                      | Daniel McCormick                 | Forgács Péter        | Steve Miner           |
| 1992 | Halálos fegyver 3.                   | Lethal Weapon 3                    | Martin Riggs                     | Sörös Sándor         | Richard Donner (3.)   |
| 1993 | Az arc nélküli ember                 | The Man Without a Face             | Justin McLeod                    | Szakácsi Sándor      | Mel Gibson (1.)       |
| 1994 | Maverick                             | Maverick                           | Bret Maverick                    | Dörner György        | Richard Donner (4.)   |
| 1995 | A rettenthetetlen                    | Braveheart                         | William Wallace                  | Dörner György        | Mel Gibson (2.)       |
| 1995 | Casper                               | Casper                             | önmaga (cameo)                   |                      | Brad Silberling       |
| 1995 | Pocahontas                           | Pocahontas                         | John Smith (hangja)              | Szabó Sipos Barnabás | Mike Gabriel          |
| 1995 | Pocahontas                           | Pocahontas                         | John Smith (hangja)              | Földes Tamás (ének)  | Eric Goldberg         |
| 1996 | Váltságdíj                           | Ransom                             | Tom Mullen                       | Sörös Sándor         | Ron Howard            |
| 1997 | Apák napja                           | Fathers' Day                       | Scott a piercinges (cameo)       | Lázár Sándor         | Ivan Reitman          |
| 1997 | Összeesküvés-elmélet                 | Conspiracy Theory                  | Jerry Fletcher                   | Sörös Sándor         | Richard Donner (5.)   |
| 1997 | Az igazi tündérmese                  | FairyTale: A True Story            | Frances apja (cameo)             |                      | Charles Sturridge     |
| 1998 | Halálos fegyver 4.                   | Lethal Weapon 4                    | Martin Riggs                     | Sörös Sándor         | Richard Donner (6.)   |
| 1999 | Visszavágó                           | Payback                            | Porter                           | Sörös Sándor         | Brian Helgeland       |
| 2000 | Csibefutam                           | Chicken Run                        | Rocky, a kakas (hangja)          | Dörner György        | Peter Lord            |
| 2000 | Csibefutam                           | Chicken Run                        | Rocky, a kakas (hangja)          | Dörner György        | Nick Park             |
| 2000 | A hazafi                             | The Patriot                        | Benjamin Martin                  | Sörös Sándor         | Roland Emmerich       |
| 2000 | Mi kell a nőnek?                     | What Women Want                    | Nick Marshall                    | Sörös Sándor         | Nancy Meyers          |
| 2000 | A millió dolláros hotel              | The Million Dollar Hotel           | Skinner ügynök                   | Dörner György        | Wim Wenders           |
| 2000 | A millió dolláros hotel              | The Million Dollar Hotel           | Skinner ügynök                   | Sörös Sándor         | Wim Wenders           |
| 2002 | Katonák voltunk                      | We Were Soldiers                   | Hal Moore alezredes              | Sörös Sándor         | Randall Wallace       |
| 2002 | Jelek                                | Signs                              | Graham Hess atya                 | Dörner György        | M. Night Shyamalan    |
| 2003 | Az éneklő detektív                   | The Singing Detective              | Dr. Gibbon                       | Konrád Antal         | Keith Gordon          |
| 2004 | Paparazzi                            | Paparazzi                          | férfi dühkezelő terápián (cameo) | Nem szólal meg       | Paul Abascal          |
| 2010 | A sötétség határán                   | Edge of Darkness                   | Thomas Craven                    | Sörös Sándor         | Martin Campbell       |
| 2011 | A hódkóros                           | The Beaver                         | Walter Black                     | Sörös Sándor         | Jodie Foster          |
| 2012 | Börtönregény                         | Get the Gringo                     | sofőr                            | Sörös Sándor         | Adrian Grunberg       |
| 2013 | Machete gyilkol                      | Machete Kills                      | Luther Voz                       | Sörös Sándor         | Robert Rodríguez      |
| 2014 | The Expendables – A feláldozhatók 3. | The Expendables                    | Conrad Stonebanks                | Sörös Sándor         | Patrick Hughes        |
| 2016 | Az utolsó emberig                    | Blood Father                       | John Link                        | Sörös Sándor         | Jean-François Richet  |
| 2017 | Megjött apuci 2.                     | Daddy's Home 2                     | Kurt Mayron                      | Sörös Sándor         | Sean Anders           |
| 2018 | Kegyetlen zsaruk                     | Dragged Across Concrete            | Brett Ridgeman                   | Sörös Sándor         | S. Craig Zahler       |
| 2019 | A professzor és az őrült             | The Professor and the Madman       | James Murray                     | Sörös Sándor         | Farhad Safinia        |
| 2020 | A természet ereje                    | Force of Nature                    | Ray Barrett                      | Sörös Sándor         | Michael Polish        |
| 2020 | A dagadék                            | Fatman                             | Chris Cringle                    | Sörös Sándor         | Eshom Nelms           |
| 2020 | A dagadék                            | Fatman                             | Chris Cringle                    | Sörös Sándor         | Ian Nelms             |
| 2021 | Boss Level – Játszd újra             | Boss Level                         | Clive Ventor ezredes             | Sörös Sándor         | Joe Carnahan          |
| 2021 | Veszélyes                            | Dangerous                          | Dr. Alderwood                    | Sörös Sándor         | David Hackl           |
| 2022 | Waldo                                | Last Looks                         | Alastair Pinch                   | Sörös Sándor         | Tim Kirkby            |
| 2022 | Panama                               | Panama                             | Stark                            | Sörös Sándor         | Mark Neveldine        |
| 2022 | Ügynökjátszma                        | Agent Game                         | Olsen                            |                      | Grant S. Johnson      |
| 2022 | Stuart atya                          | Father Stu                         | Bill Long                        | Sörös Sándor         | Rosalind Ross         |
| 2022 | Éles helyzet                         | Hot Seat                           | Wallace Reed                     | Sörös Sándor         | James Cullen Bressack |
| 2022 | Repülős bandita                      | Bandit                             | Tommy Kay                        | Sörös Sándor         | Allan Ungar           |
| 2022 | Vonalban vagy                        | On the Line                        | Elvis Cooney                     | Kőszegi Ákos         | Romuald Boulanger     |
| 2023 |                                      | Confidential Informant             | Kevin Hickey                     |                      | Michael Oblowitz      |
| 2023 |                                      | Desperation Road                   | Mitchell Gaines                  |                      | Nadine Crocker        |
| 2024 | Csonttemető                          | Boneyard                           | Petrovick ügynök                 | Kőszegi Ákos         | Asif Akbar            |
| 2024 |                                      | Monster Summer                     | Gene Carruthers                  |                      | David Henrie          |

### Televízió

#### Vezető producer
| Év        | Magyar cím           | Eredeti cím       | Megjegyzések                                               |
| --------- | -------------------- | ----------------- | ---------------------------------------------------------- |
| 2000      | A három komédiás     | The Three Stooges | tévéfilm                                                   |
| 2001      | A legyőzhetetlen     | Invincible        | tévéfilm                                                   |
| 2003      |                      | Family Curse      | tévéfilm                                                   |
| 2004–2005 | Rém rendetlen család | Complete Savages  | - forgatókönyvíró (1 epizód) - vezető producer (15 epizód) |
| 2004–2005 |                      | Clubhouse         | 3 epizód                                                   |
| 2008      |                      | Carrier           | dokumentum-minisorozat (10 epizód)                         |

#### Színész
| Év        | Magyar cím                         | Eredeti cím                                  | Szerep                        | Megjegyzések           |
| --------- | ---------------------------------- | -------------------------------------------- | ----------------------------- | ---------------------- |
| 1976–1983 |                                    | The Sullivans                                | Ray Henderson                 | 4 epizód               |
| 1977–1984 |                                    | Cop Shop                                     | ismeretlen szerep             | 2 epizód               |
| 1979      |                                    | The Hero                                     | White kapitány / Rob Mulligan | rövidfilm              |
| 1981      |                                    | Punishment                                   | Rick Monroe                   | próbaepizód            |
| 1989      | Saturday Night Live                | Saturday Night Live                          | házigazda                     | 1 epizód               |
| 1995      |                                    | World of Discovery                           | narrátor                      | 1 epizód               |
| 1999      | A Simpson család                   | The Simpsons                                 | önmaga (hangja)               | 1 epizód               |
| 2004–2005 | Rém rendetlen család               | Complete Savages                             | Cox rendőr                    | 3 epizód               |
| 2023      | A Continental: John Wick világából | The Continental: From the World of John Wick | Cormac O'Connor               | minisorozat (3 epizód) |

## Fontosabb díjak és jelölések

### Filmrendezőként

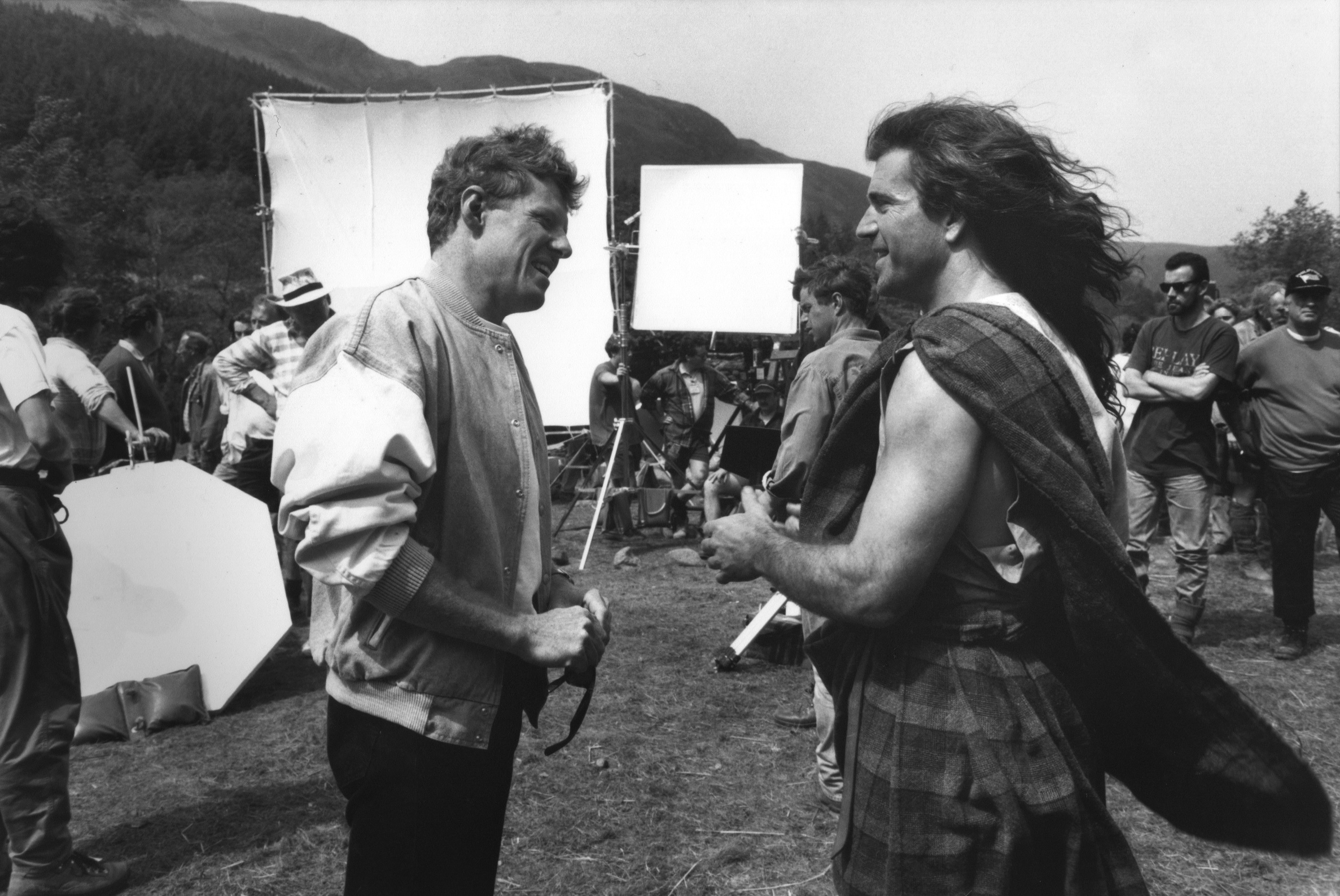
Mel Gibson (jobbra) A rettenthetetlen című film forgatásán, 1995-ben.

| Év        | Díj                                | Kategória                        | Jelölt mű             | Eredmény | Forr. |
| --------- | ---------------------------------- | -------------------------------- | --------------------- | -------- | ----- |
| 1995      | Amerikai Filmkritikusok Szövetsége | Special Filmmaking Achievement   | A rettenthetetlen     | Elnyerte | [ 3 ] |
| 1996      | Oscar-díj                          | Legjobb filmrendező              | A rettenthetetlen     | Elnyerte | [ 4 ] |
| 1996      | Oscar-díj                          | Legjobb film                     | A rettenthetetlen     | Elnyerte | [ 4 ] |
| 1996      | BAFTA-díj                          | Legjobb filmrendező              | A rettenthetetlen     | Jelölve  |       |
| 1996      | Golden Globe-díj                   | Legjobb filmrendező              | A rettenthetetlen     | Elnyerte | [ 5 ] |
| 1996      | Directors Guild of America Award   | Legjobb rendezés – nagyjátékfilm | A rettenthetetlen     | Jelölve  |       |
| 2007      | BAFTA-díj                          | Legjobb nem angol nyelvű film    | Apocalypto            | Jelölve  |       |
| 2007      | Szaturnusz-díj                     | Legjobb filmrendező              | Apocalypto            | Jelölve  |       |
| 2017      | Oscar-díj                          | Legjobb rendező                  | A fegyvertelen katona | Jelölve  |       |
| 2017      | Golden Globe-díj                   | Legjobb filmrendező              | A fegyvertelen katona | Jelölve  | [ 5 ] |
| 2017      | Arany Málna díj                    | Arany Málna-megváltó díj         | A fegyvertelen katona | Elnyerte |       |
| 2016/2017 | AACTA-díj                          | Legjobb rendezés                 | A fegyvertelen katona | Elnyerte |       |
| 2016/2017 | AACTA-díj                          | Legjobb nemzetközi rendezés      | A fegyvertelen katona | Elnyerte |       |

### Színészként
| Díj                                     | Év   | Kategória                                                         | Jelölt mű                            | Eredmény |
| --------------------------------------- | ---- | ----------------------------------------------------------------- | ------------------------------------ | -------- |
| Golden Globe-díj                        | 1997 | Legjobb férfi főszereplő – filmdráma                              | Váltságdíj                           | Jelölve  |
| Golden Globe-díj                        | 2001 | Legjobb férfi főszereplő – zenés film vagy vígjáték               | Mi kell a nőnek?                     | Jelölve  |
| Karlovy Vary-i Nemzetközi Filmfesztivál | 2014 | Speciális díj kiemelkedő hozzájárulásért a világ filmművészetéhez | N/A                                  | Elnyerte |
| Szaturnusz-díj                          | 1983 | Legjobb férfi főszereplő                                          | Mad Max                              | Jelölve  |
| Szaturnusz-díj                          | 2019 | Legjobb férfi főszereplő                                          | Kegyetlen zsaruk                     | Jelölve  |
| MTV Movie Awards                        | 1993 | Legjobb páros (Danny Gloverrel közösen)                           | Halálos fegyver 3.                   | Elnyerte |
| MTV Movie Awards                        | 1993 | Legjobb akciójelenet                                              | Halálos fegyver 3.                   | Elnyerte |
| MTV Movie Awards                        | 1993 | Legkívánatosabb színész                                           | Halálos fegyver 3.                   | Jelölve  |
| MTV Movie Awards                        | 1993 | Legjobb csók (Rene Russóval közösen)                              | Halálos fegyver 3.                   | Jelölve  |
| MTV Movie Awards                        | 1996 | Legjobb színész                                                   | A rettenthetetlen                    | Jelölve  |
| MTV Movie Awards                        | 1996 | Legkívánatosabb színész                                           | A rettenthetetlen                    | Jelölve  |
| MTV Movie Awards                        | 1999 | Legjobb akciójelenet                                              | Halálos fegyver 4.                   | Jelölve  |
| MTV Movie Awards                        | 2001 | Legjobb színész                                                   | A hazafi                             | Jelölve  |
| Arany Málna díj                         | 2015 | Legrosszabb férfi mellékszereplő                                  | The Expendables – A feláldozhatók 3. | Jelölve  |
| Arany Málna díj                         | 2018 | Legrosszabb férfi mellékszereplő                                  | Megjött apuci 2.                     | Elnyerte |

## Fordítás
- Ez a szócikk részben vagy egészben  a   Mel Gibson filmography című angol Wikipédia-szócikk fordításán alapul.  Az eredeti cikk szerkesztőit annak laptörténete sorolja fel. Ez a jelzés csupán a megfogalmazás eredetét és a szerzői jogokat jelzi, nem szolgál a cikkben szereplő információk forrásmegjelöléseként.
- Ez a szócikk részben vagy egészben  a   List of awards and Jelölés díjrainations received by Mel Gibson című angol Wikipédia-szócikk fordításán alapul.  Az eredeti cikk szerkesztőit annak laptörténete sorolja fel. Ez a jelzés csupán a megfogalmazás eredetét és a szerzői jogokat jelzi, nem szolgál a cikkben szereplő információk forrásmegjelöléseként.